# Portsmouth Football Club 2024-2025
Questa voce raccoglie le informazioni riguardanti il Portsmouth Football Club nelle competizioni ufficiali della stagione 2024-2025.

## Stagione
- In campionato il Portsmouth torna a disputare un torneo di secondo livello dopo tredici stagioni. Il 26 dicembre si conclude il girone di andata, con la squadra di Mousinho impiegata nella lotta per non retrocedere. Il 26 aprile, con l'1-1 in casa dello Sheffield Weds, il Portsmouth raggiunge la matematica salvezza con una giornata di anticipo.[1]
- In FA Cup gli uomini di Mousinho disputano il terzo turno in casa del Wycombe, uscendo sconfitti per 2-0.[2]
- Nella Carabao Cup il Millwall elimina i toffees già al primo turno, vincendo a domicilio 0-1.[3]

## Maglie e sponsor
Lo sponsor tecnico è Nike, mentre quello ufficiale è University of Portsmouth.
| Casa | Trasferta | Terza maglia |

## Rosa
Rosa e numerazione sul sito ufficiale.
| N. |                             | Ruolo | Calciatore             |
| -- | --------------------------- | ----- | ---------------------- |
| 1  | Inghilterra (bandiera)      | P     | Will Norris            |
| 2  | Inghilterra (bandiera)      | D     | Jordan Williams        |
| 3  | Inghilterra (bandiera)      | D     | Connor Ogilvie         |
| 4  | Inghilterra (bandiera)      | D     | Ryley Towler           |
| 5  | Galles (bandiera)           | D     | Regan Poole            |
| 6  | Irlanda (bandiera)          | D     | Conor Shaughnessy      |
| 7  | Inghilterra (bandiera)      | C     | Marlon Pack (capitano) |
| 8  | Inghilterra (bandiera)      | C     | Freddie Potts          |
| 9  | Inghilterra (bandiera)      | A     | Colby Bishop           |
| 10 | Australia (bandiera)        | A     | Kusini Yengi           |
| 11 | Irlanda del Nord (bandiera) | A     | Gavin Whyte            |
| 11 | Irlanda (bandiera)          | A     | Mark O'Mahony          |
| 13 | Austria (bandiera)          | P     | Nicolas Schmid         |
| 14 | Inghilterra (bandiera)      | C     | Ben Stevenson          |
| 14 | Inghilterra (bandiera)      | A     | Kaide Gordon           |
| 15 | Inghilterra (bandiera)      | A     | Christian Saydee       |
| 16 | Scozia (bandiera)           | D     | Tom McIntyre           |
| 17 | Inghilterra (bandiera)      | C     | Owen Moxon             |
| 17 | Francia (bandiera)          | A     | Adil Aouchiche         |
| 18 | Danimarca (bandiera)        | A     | Elias Sørensen         |
| 18 | Inghilterra (bandiera)      | D     | Cohen Bramall          |

| N. |                             | Ruolo | Calciatore        |
| -- | --------------------------- | ----- | ----------------- |
| 19 | Australia (bandiera)        | D     | Jacob Farrell     |
| 20 | Australia (bandiera)        | A     | Samuel Silvera    |
| 20 | Australia (bandiera)        | A     | Thomas Waddingham |
| 21 | Inghilterra (bandiera)      | C     | Andre Dozzell     |
| 22 | Inghilterra (bandiera)      | D     | Zak Swanson       |
| 23 | Inghilterra (bandiera)      | C     | Josh Murphy       |
| 24 | Irlanda del Nord (bandiera) | C     | Terry Devlin      |
| 25 | Mali (bandiera)             | C     | Abdoulaye Kamara  |
| 26 | Inghilterra (bandiera)      | C     | Tom Lowery        |
| 29 | Inghilterra (bandiera)      | A     | Harvey Blair      |
| 30 | Scozia (bandiera)           | C     | Matt Ritchie      |
| 31 | Scozia (bandiera)           | P     | Jordan Archer     |
| 32 | Irlanda del Nord (bandiera) | A     | Paddy Lane        |
| 33 | Inghilterra (bandiera)      | P     | Toby Steward      |
| 34 | Scozia (bandiera)           | D     | Ibane Bowat       |
| 35 | Inghilterra (bandiera)      | D     | Rob Atkinson      |
| 36 | Inghilterra (bandiera)      | P     | Ben Killip        |
| 44 | Australia (bandiera)        | D     | Hayden Matthews   |
| 45 | Giamaica (bandiera)         | C     | Isaac Hayden      |
| 49 | Inghilterra (bandiera)      | A     | Callum Lang       |

## Risultati

### Football League Championship

#### Girone di andata
| Arbitro: | Langford |

|                                              |           |                                     |
| Struijk 10’ (rig.) Gnonto 46’ Aaronson 90+5’ | Marcatori | 23’ Sørensen 41’ (rig.), 90+2’ Lang |

| Portsmouth 17 agosto 2024, ore 12:30 WEST 2ª giornata | Portsmouth | 0 – 0 referto | Luton Town | Fratton Park (20 293 spett.)\| Arbitro: \| Busby \| |
| Arbitro:                                              | Busby      |               |            |                                                     |

| Arbitro: | Donohue |

|                       |           |                |
| Clarke 11’ Conway 90’ | Marcatori | 2’, 25’ Saydee |

| Arbitro: | Allison |

|                     |           |                                          |
| O'Nien 90+1’ (aut.) | Marcatori | 31’ (aut.) Swanson 51’ Browne 56’ Mundle |

| Arbitro: | Doughty |

|  |           |                           |
|  | Marcatori | 1’ Maja 51’, 90+2’ Mowatt |

| Arbitro: | Webb |

|                               |           |          |
| Sarmiento 63’ Brownhill 90+4’ | Marcatori | 42’ Lang |

| Portsmouth 28 settembre 2024, ore 16:00 WEST 7ª giornata | Portsmouth | 0 – 0 referto | Sheffield Utd | Fratton Park (20 330 spett.)\| Arbitro: \| Donohue \| |
| Arbitro:                                                 | Donohue    |               |               |                                                       |

| Arbitro: | Nield |

|                                                            |           |              |
| Cannon 13’, 43’, 48’ (rig.), 51’ Gallagher 45+1’ Moran 53’ | Marcatori | 29’ O'Mahony |

| Arbitro: | Smith |

|              |           |            |
| O'Mahony 58’ | Marcatori | 72’ Sibley |

| Arbitro: | Linington |

|            |           |                    |
| Dembélé 9’ | Marcatori | 18’ Potts 57’ Lang |

| Arbitro: | Langford |

|                              |           |  |
| Poole 5’ (aut.) Robinson 13’ | Marcatori |  |

| Arbitro: | Robinson |

|             |           |                       |
| Ogilvie 44’ | Marcatori | 55’ Windass 70’ Smith |

| Arbitro: | Backhouse |

|                |           |            |
| João Pedro 11’ | Marcatori | 46’ Murphy |

| Arbitro: | Bell |

|             |           |  |
| Obafemi 82’ | Marcatori |  |

| Arbitro: | Busby |

|                                   |           |          |
| Murphy 36’ Ogilvie 45’ Bishop 89’ | Marcatori | 50’ Riis |

| Arbitro: | Hallam |

|                                    |           |  |
| Gueye 61’ Brittain 71’ Weimann 76’ | Marcatori |  |

| Arbitro: | Whitestone |

|  |           |              |
|  | Marcatori | 40’ Ivanović |

| Arbitro: | Finnie |

|                                 |           |                        |
| Ogilvie 45+2’ (aut.) Cullen 53’ | Marcatori | 25’ Ritchie 45’ Murphy |

| Arbitro: | Gill |

|                                |           |  |
| Bishop 20’ Murphy 62’ Lang 71’ | Marcatori |  |

| Portsmouth 10 dicembre 2024, ore 19:45 WET 20ª giornata | Portsmouth | 0 – 0 referto | Norwich City | Fratton Park (20 151 spett.)\| Arbitro: \| Kitchen \| |
| Arbitro:                                                | Kitchen    |               |              |                                                       |

| Arbitro: | Langford |

|                                               |           |  |
| Wilson 9’ Cashin 23’ Adams 9’ Pack 65’ (aut.) | Marcatori |  |

| Arbitro: | Whitestone |

|                         |           |             |
| Lang 14’, 43’, 48’, 55’ | Marcatori | 3’ Bassette |

| Arbitro: | Eltringham |

|                        |           |             |
| Kayembe 57’ Vata 90+5’ | Marcatori | 10’ Swanson |

#### Girone di ritorno
| Arbitro: | Busby |

|                             |           |  |
| Mehmeti 15’, 32’ Dickie 35’ | Marcatori |  |

| Arbitro: | Ward |

|                                           |           |  |
| Murphy 22’ Lane 29’ Towler 61’ Bishop 78’ | Marcatori |  |

| Arbitro: | Bramall |

|           |           |  |
| Isidor 7’ | Marcatori |  |

| Arbitro: | Ward |

|                  |           |                |
| Ritchie 54’, 82’ | Marcatori | 30’ Latte Lath |

| Arbitro: | Smith |

|                               |           |            |
| Bishop 5’ Lang 9’ Ogilvie 49’ | Marcatori | 27’ Wilmot |

| Arbitro: | Gillett |

|                                                    |           |                  |
| Mowatt 25’ Diangana 32’, 44’ Wallace 37’ Swift 56’ | Marcatori | 90+3’ Waddingham |

| Portsmouth 1º febbraio 2025, ore 15:00 WET 30ª giornata | Portsmouth | 0 – 0 referto | Burnley | Fratton Park (20 381 spett.)\| Arbitro: \| Webb \| |
| Arbitro:                                                | Webb       |               |         |                                                    |

| Arbitro: | Langford |

|                         |           |             |
| Hamer 24’ Rak-Sakyi 73’ | Marcatori | 27’ Ogilvie |

| Arbitro: | Nield |

|                           |           |             |
| Bishop 9’ Shaughnessy 17’ | Marcatori | 22’ O'Dowda |

| Arbitro: | Finnie |

|  |           |                            |
|  | Marcatori | 47’ Dozzell 90+6’ O'Mahony |

| Arbitro: | Bramall |

|                        |           |           |
| Murphy 48’ Ritchie 51’ | Marcatori | 74’ Dunne |

| Arbitro: | Allison |

|           |           |  |
| Clark 25’ | Marcatori |  |

| Arbitro: | Jones |

|            |           |  |
| Bishop 61’ | Marcatori |  |

| Arbitro: | Donohue |

|               |           |                      |
| Aouchiche 89’ | Marcatori | 44’ Bundu 49’ Hardie |

| Arbitro: | Harrington |

|                            |           |            |
| Porteous 76’ Þórðarson 87’ | Marcatori | 83’ Bishop |

| Arbitro: | Simpson |

|            |           |  |
| Murphy 20’ | Marcatori |  |

| Arbitro: | Toner |

|                   |           |             |
| Ivanović 57’, 87’ | Marcatori | 80’ Dozzell |

| Arbitro: | Ward |

|                |           |  |
| Paterson 90+4’ | Marcatori |  |

| Arbitro: | Ricardo |

|                     |           |                               |
| Atkinson 71’, 90+1’ | Marcatori | 70’ Yates 75’ (aut.) Atkinson |

| Arbitro: | Kirk |

|                                      |           |                                                     |
| Sargent 21’ Stacey 64’ Marcondes 90’ | Marcatori | 15’, 45+4’ (rig.), 51’ Bishop 39’ Ritchie 71’ Poole |

| Arbitro: | Allison |

|            |           |  |
| Bishop 25’ | Marcatori |  |

| Arbitro: | Doughty |

|                    |           |           |
| Callum Paterson 9’ | Marcatori | 23’ Blair |

| Arbitro: | Busby |

|            |           |            |
| Saydee 55’ | Marcatori | 18’ Crooks |

### FA Cup
| Arbitro: | Reeves |

|                        |           |  |
| Hanlan 17’ Bradley 27’ | Marcatori |  |

### Coppa di Lega
| Arbitro: | Whitestone |

|  |           |          |
|  | Marcatori | 13’ Esse |